# Armenisch-aserbaidschanischer Grenzkonflikt 2021

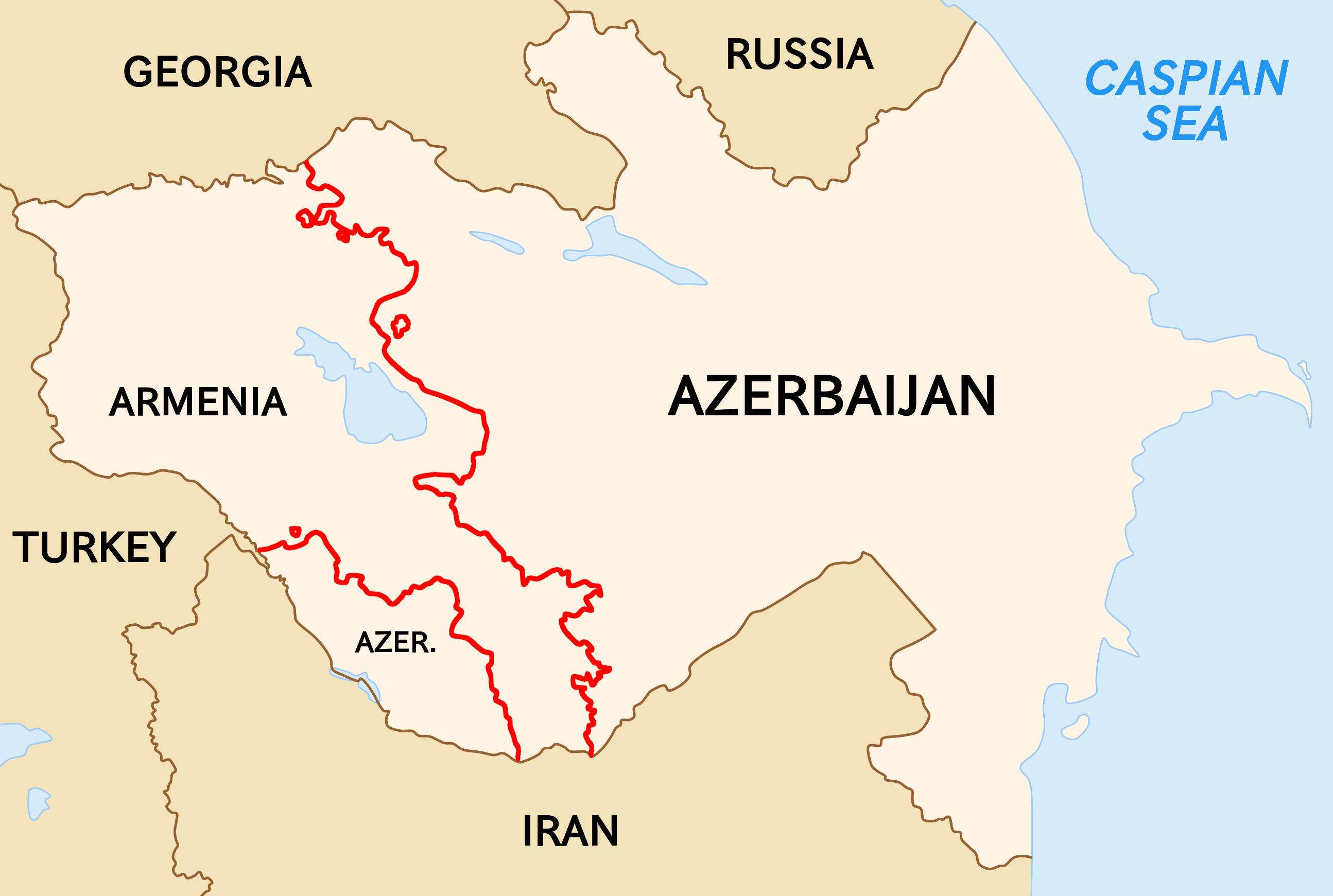
Grenze zwischen Armenien und Aserbaidschan

Von Aserbaidschan besetzte Gebiete Armeniens (2023)

Diese Chronik enthält die Ereignisse im armenisch-aserbaidschanischen Grenzkonflikt von der Eskalation am 12. Mai 2021, als aserbaidschanische Soldaten mehrere Kilometer auf armenisches Gebiet vordrangen, bis Ende 2021. Der Konflikt findet zwischen Armenien und Aserbaidschan entlang deren gemeinsamer Staatsgrenze, insbesondere die Region Bergkarabach, statt. Der Konflikt um diese Region reicht weit in die Vergangenheit zurück. Bereits zuvor gab es seit dem Waffenstillstand vom 10. November 2020, der den Krieg um Bergkarabach 2020 beendete, gelegentlich Streitigkeiten um die gemeinsame Grenze.

## Vorgeschichte und erste Zusammenstöße
Der Konflikt um Bergkarabach, im Zuge dessen Armenien beziehungsweise die international nicht anerkannte Republik Arzach seit den 1990er Jahren die von ihnen beanspruchten und weitere Gebiete von Aserbaidschan in Bergkarabach hielt, eskalierte im September 2020 zu einem erneuten Krieg. Im Laufe des Krieges konnte Aserbaidschan ein Drittel des Territoriums der Republik Arzach erobern. Ein weiteres Drittel, Gebiete die zu Zeiten der Sowjetunion schon direkt von Aserbaidschan verwaltet wurden und keine Autonomie hatten, wurden im Zuge des Waffenstillstands der Kontrolle von Aserbaidschan übergeben. Der übrige Teil Arzachs wurde unter den Schutz einer russischen Friedenstruppe gestellt, die ebenfalls den Latschin-Korridor kontrolliert, der die letzte Verbindung zwischen Arzach und Armenien darstellt. Die Einrichtung der Friedenstruppe wurde bis Anfang Mai 2021 abgeschlossen.
Die Übergabe von Gebieten an Aserbaidschan führte in Arzach zu Problemen in der Kommunikation einschließlich Mobilfunk sowie in der Stromversorgung. Bereits im Dezember kam es zu Verletzungen des Waffenstillstands durch Aserbaidschan. Es folgten weitere Angriffe und Grenzüberschreitungen und -streitigkeiten in der Region zwischen dem Latschin-Korridor und Stepanakert, die einzige Verbindung zwischen Armenien und Arzach. Außerdem Streitigkeiten und Blockaden an der Mine von Sotk, die genau auf der Staatsgrenze liegt und an Orten entlang der Straße zwischen den armenischen Städten Goris und Kapan, die entlang der Grenze verläuft. Diese unmittelbaren Grenzgebiete hatte Aserbaidschan nicht einnehmen können, sie wurden von Armenien im Laufe des Dezembers 2020 auf Anweisung von Premier Paschinjan geräumt, um Kämpfe mit einrückenden aserbaidschanischen Grenztruppen zu vermeiden.
Am 2. Februar 2021 warf Aserbaidschan Armenien vor, Schüsse auf aserbaidschanische Stellungen im Bezirk Qazax, weit nördlich von Bergkarabach, abgegeben zu haben, was die armenische Regierung bestritt. Im April 2021 wurde auch wieder mehrfach Beschuss von Ortschaften im verbliebenen Gebiet von Arzach gemeldet, insbesondere Stepanakert und dessen südliche Umgebung.

## Ereignisse

### Mai 2021

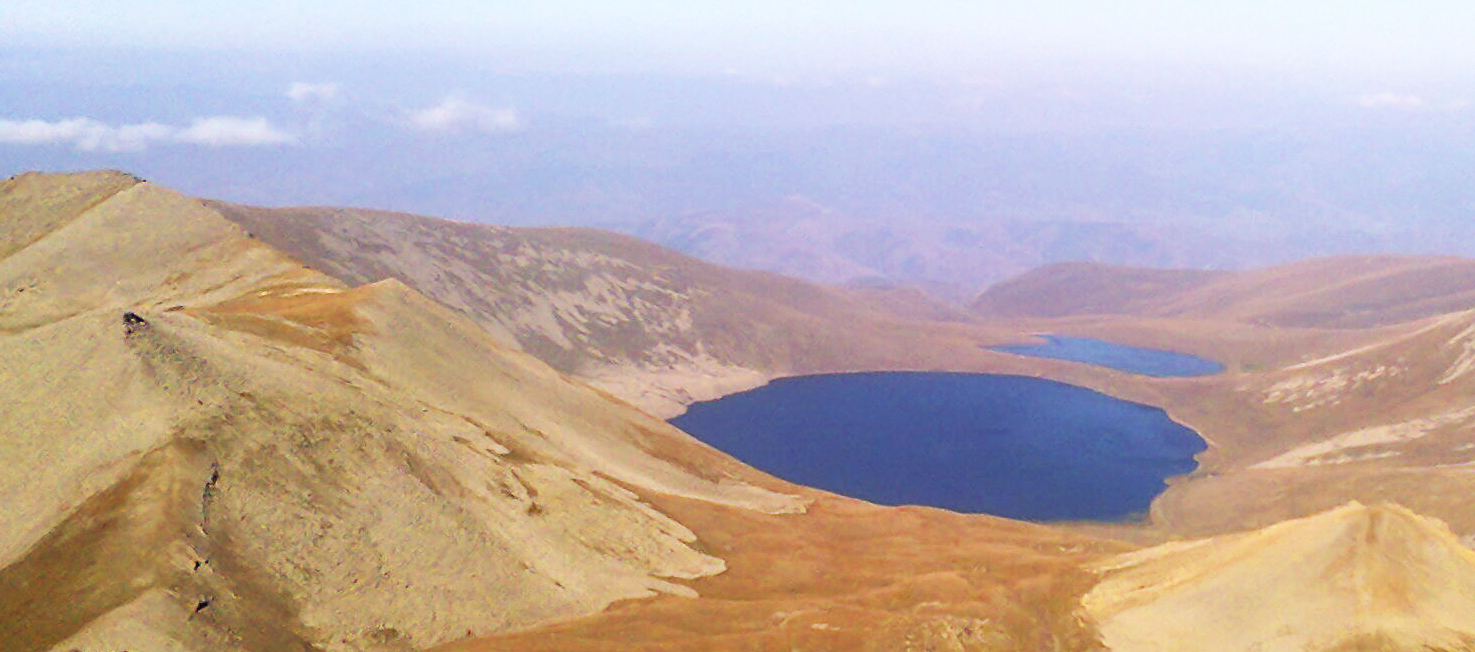
Der Sew-See (aserb. Qaraqöl) vom Berg Ischchanassar gesehen, an dem in sowjetischer Zeit die Grenze nicht genau markiert wurde und in dessen Umgebung in Richtung Armenien es zu Kämpfen kam.

Die Streitigkeiten an der neuen Grenze zwischen Armenien und Aserbaidschan eskalierten erstmals ab dem 12. Mai 2021, als nach armenischen Angaben aserbaidschanische Soldaten am See Sew (aserb. Qaragöl) 3,5 km weit in armenisches Staatsgebiet vordrangen, auf das Gebiet des südwestlicheren Dorfes Ischchanassar und in Richtung Werinschen. Am 13. Mai sollen aserbaidschanische Soldaten in Richtung der Städte Sissian und Wardenis vorgestoßen sein. Zunächst kursierende Gerüchte, es wäre zu Kämpfen gekommen und armenische Soldaten wären verwundet worden, stellten sich bald als Falschmeldungen heraus. Armenische Soldaten hätten die aserbaidschanischen Einheiten zurückgedrängt, ohne dass Schüsse fielen. Von Aserbaidschan wurde diesem Vorwurf nicht direkt widersprochen. Während der französische Präsident Aserbaidschan aufforderte, sich unverzüglich zurückzuziehen und die US-Regierung ihre Besorgnis über die Situation bekundete, gab die russische Regierung, die Vertragspartner im Waffenstillstand in der Region ist, zunächst keine Stellungnahme zum Vorfall ab. Erst einen Tag später forderte der russische Präsident die Konfliktparteien auf, sich an den Waffenstillstand zu halten. In den Tagen nach dem Vorfall äußerten beide Seiten widerstreitende Auffassungen zum Grenzverlauf am See Sew. Bis 17. Mai meldete die Regierung in Jerewan, dass Aserbaidschan zwei Grenzposten der Provinz Gegharkunik eingenommen habe, wobei es sich laut Aserbaidschan nur um Grenzanpassungen und Besetzung der eigenen Posten handelte. Danach, so die armenische Regierung, hätten sich die insgesamt 250 auf armenisches Gebiet vorgedrungenen aserbaidschanischen Soldaten teilweise wieder zurückgezogen. Zugleich wurde seither der Zugang zu grenznahen Weiden und Wasserreservoirs in den Provinzen Sjunik und Gegharkunik durch aserbaidschanischen Einheiten erschwert, so beim Dorf Kut. Das von Armenien um Unterstützung gebetene Sicherheitsbündnis OVKS unter Führung Russlands lehnte Beistand ab. Die russische Regierung bot nur Mediation bei der Demarkation der Grenze an.
Am 20. Mai kam es erneut zu einem Aufeinandertreffen beider Streitkräfte am See Sew. Bis zu 600 aserbaidschanische Soldaten sollen sich laut der armenischen Regierung zu diesem Zeitpunkt auf armenischem Gebiet befunden haben. Am folgenden Tag sollen 11 armenische Soldaten beim Dorf Chosnawar von Aserbaidschanern verletzt worden sein. Am 25. Mai sollen aserbaidschanische Soldaten zu den Orten Werin Schorzha im Südosten der Provinz Gegharkunik und Werinschen (südöstlich des Sees Sew) vorgedrungen sein. Nahe Werin Schorzha sei ein armenischer Soldat getötet und eine Stellung auf armenischem Gebiet eingenommen worden, mit der Aserbaidschan die Straße nach Kəlbəcər besser kontrollieren könne. Die armenische Opposition behauptete, dass inzwischen 1000 aserbaidschanische Soldaten in Armenien seien. Aserbaidschan wies all dies zurück. In den Tagen darauf nahmen aserbaidschanische Sicherheitskräfte zunächst sechs (27. Mai), dann noch mal 40 armenische Soldaten fest. Diese sollen die Grenze nach Aserbaidschan überschritten haben, die ersten sechs Minen verlegt haben, so die Regierung in Baku. Laut Paschinjan verlegten die Soldaten Minen auf der armenischen Seite der Grenze. Beide Seiten verstärkten ihre Anstrengungen zur Befestigung der Grenze, wobei von armenischer Seite Aserbaidschan vorgeworfen wurde, bis jenseits der Grenze vorzudringen. In der Nacht zum 28. Mai soll Armenien eine aserbaidschanische Stellung bei Aschagi Buskow in Nachitschewan beschossen und dabei einen Soldaten verwundet haben, was Armenien zurückwies.

### Juni 2021
Nach Angaben des aserbaidschanischen Verteidigungsministeriums sind am 1. Juni 40 armenische Soldaten bei Armudlu in den aserbaidschanischen Bezirk Kəlbəcər eingedrungen und wurden von aserbaidschanischen Einheiten zurückgedrängt. Armenien bestritt dies, gab aber an, dass bei einem Zusammenstoß in der Region zwei armenische Soldaten verletzt wurden. Am 6. Juni kam es zu einem Schusswechsel, nachdem aserbaidschanische Einheiten einen Hirten aus Kut und dessen Herde angriffen und dies von der armenischen Seite erwidert wurde. Ab dem 5. Juni begann Aserbaidschan mit der Errichtung von Befestigungen an der Grenze nahe Werin Schorzha, woraufhin es bis zum 11. Juni mehrfach zu Schusswechseln mit armenischen Soldaten kam, die Bauarbeiten auf armenischem Gebiet verhindern wollten. Am 8. Juni meldete Aserbaidschan die Festnahme eines Saboteurs bei Laçın, laut Armenien hatte sich der Soldat nur im Nebel verirrt. Am 28. Juni kam es bei Tech zu einem Angriff aus Aserbaidschan auf einen armenischen Bauern, der dann von armenischen Soldaten geschützt wurde.

### Juli 2021

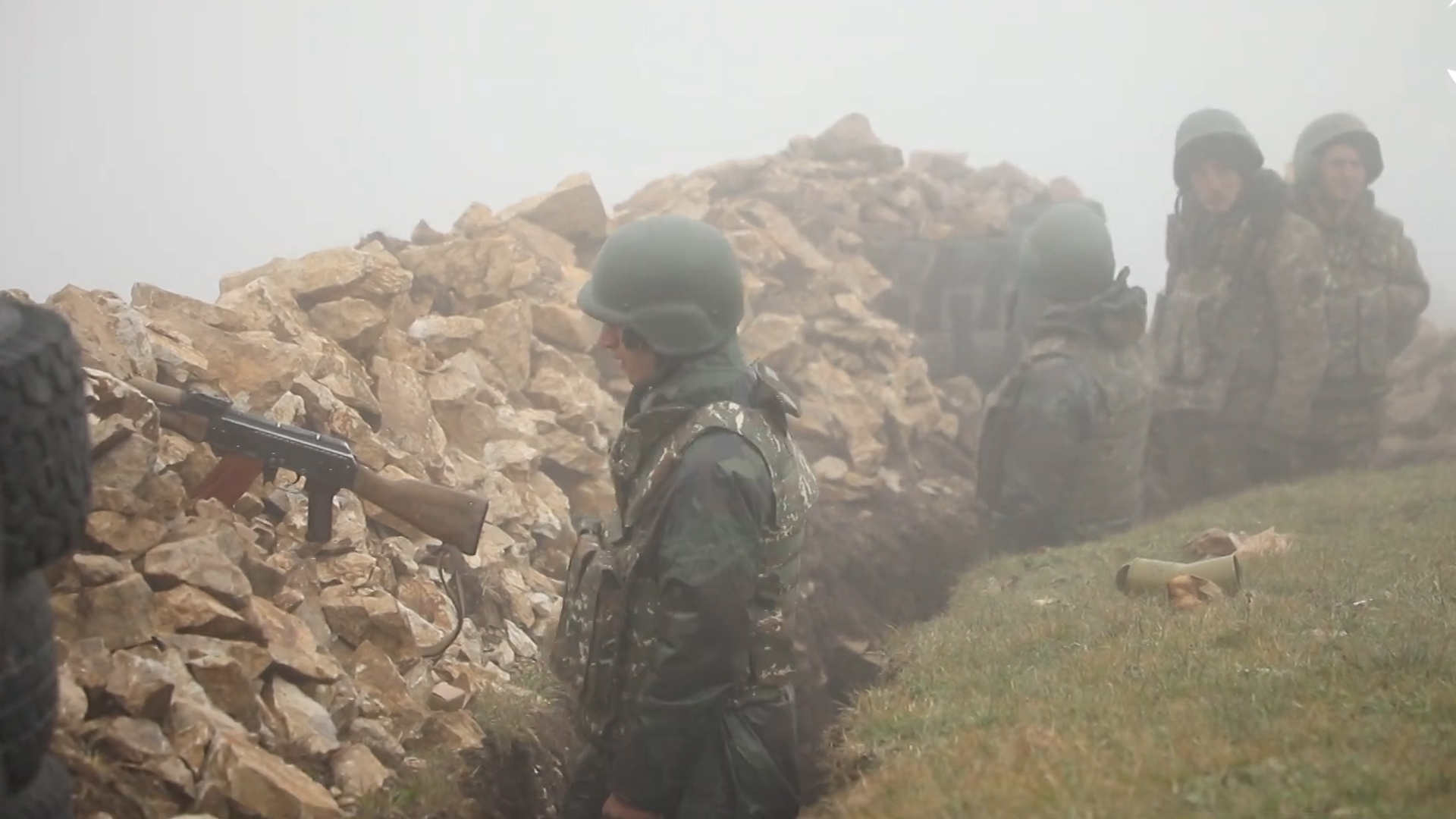
Armenische Soldaten der Grenzstellung im Hochgebirge der Provinz Gegharkunik am 28. Juli 2021, die nach einem Filmbericht des armenischen Verteidigungsministeriums, aus dem das Standbild kommt, kurz vorher beschossen worden waren.

Am 6. Juli berichtete Armenien, dass aserbaidschanische Einheiten armenische Soldaten in Gegharkunik angegriffen hätten, die den Beschuss erwidert haben. Dabei seien zwei armenische und zwei aserbaidschanische Soldaten verletzt worden. Am gleichen Tag berichtete Aserbaidschan von Beschuss seiner Stellungen bei Aliagaly im Bezirk Ağdam, wobei ein Soldat verletzt wurde. Für den 10. Juli berichtete Baku vom Beschuss einer Stellung bei Tschambarak im Bezirk Gədəbəy. Die armenische Seite berichtete von einem verwundeten Soldaten durch Beschuss von Aserbaidschan in der Provinz Ararat am 14. Juli, am gleichen Tag soll der benachbarte aserbaidschanische Bezirk Sədərək beschossen worden sein, wobei ein Soldat verletzt wurde. Am 13. Juli und erneut in der Nacht zum 15. Juli kam es nahe Şuşa in Bergkarabach zu Schusswechseln zwischen aserbaidschanischen und irregulären armenischen Einheiten. Die zur gleichen Zeit stattfindende Ernte an der Waffenstillstandslinie wurde von russischen Friedenstruppen geschützt, um befürchtete Angriffe Aserbaidschans zu verhindern. Ebenfalls am 15. Juli meldete Aserbaidschan armenischen Beschuss seiner Stellung in Yukhary Airym in Kəlbəcər, was Armenien bestritt. Ende Juli gab es erneut wiederholt Schusswechsel an der Grenze zwischen beiden Staaten: Am 19. Juli sei Jerasch von Aserbaidschan beschossen worden. Die aserbaidschanische Regierung wiederum sprach von Beschuss aus Armenien seit dem 17. Juni auf Stellungen in den Bezirken Kəlbəcər, Ağdam, Tovuz und Sədərək sowie drei Verletzten auf ihrer Seite. Am 23. Juli sei dabei ein Soldat in getötet worden. Am nächsten Tag sollen aserbaidschanische Einheiten das Feuer auf armenische Stellungen eröffnet haben. Die Schusswechsel hier und bei Jerasch hielten bis 26. Juli an. Während Armenien Aserbaidschan beschuldigte, bei Sotk und Werin Schorsa eine neue Offensive zu starten, sah die Regierung in Baku die Schuld bei Waffenstillstandsbrüchen Armeniens. Am 28. Juli seien drei armenische Soldaten getötet und vier verletzt worden, als die Grenze zwischen Gegharkunik und Kəlbəcər beschossen worden sei. Armenien bat daher Russland erneut um Hilfe und um die Stationierung russischer Truppen an der armenischen Grenze, wie auch schon Ende Juni. sowie um eine Befassung durch den UN-Sicherheitsrat. So würden die Bewohner des armenischen Dorfes Tech von den nahen aserbaidschanischen Einheiten bedroht.

### August 2021
Anfang August kam es vermehrt zu gegenseitigem Beschuss beziehungsweise Vorwürfen darüber an der Grenze zwischen der Exklave Nachitschewan und Armenien, so am 2., 6., 8., 10. und 11. August. Auch an der Grenze zwischen Gegharkunik und Sjunik auf der einen und Kəlbəcər und Laçın auf der anderen Seite kam es am 4. August zu Auseinandersetzungen. Am 12. August warfen sich beide Seiten gegenseitig den Bruch des Waffenstillstands in Bergkarabach vor. Aserbaidschan habe bei Şuşa eine Offensive mit Beschuss und einer Drohne versucht. Armenien habe entgegen dem Abkommen Truppen in das Gebiet der russischen Friedenstruppen verlegt und an den folgenden Tagen aserbaidschanische Stellungen in Kəlbəcər, Gədəbəy, Laçın, Xocalı und Füzuli beschossen. Gegenseitiger Beschuss der armenischen Provinzen Gegharkunik, Sjunik und Ararat sowie der aserbaidschanischen Bezirke Tovuz, Kəlbəcər, Gədəbəy sowie der Exklave Nachitschewan setzte sich bis zum 18. August fort. Dabei kamen fünf armenische Soldaten ums Leben, ein weiterer wurde verwundet. Am 17. August sollen aserbaidschanische Einheiten im Südwesten der Republik Arzach durch Beschuss einen Feldbrand verursacht und dann die Feuerwehr beschossen haben.

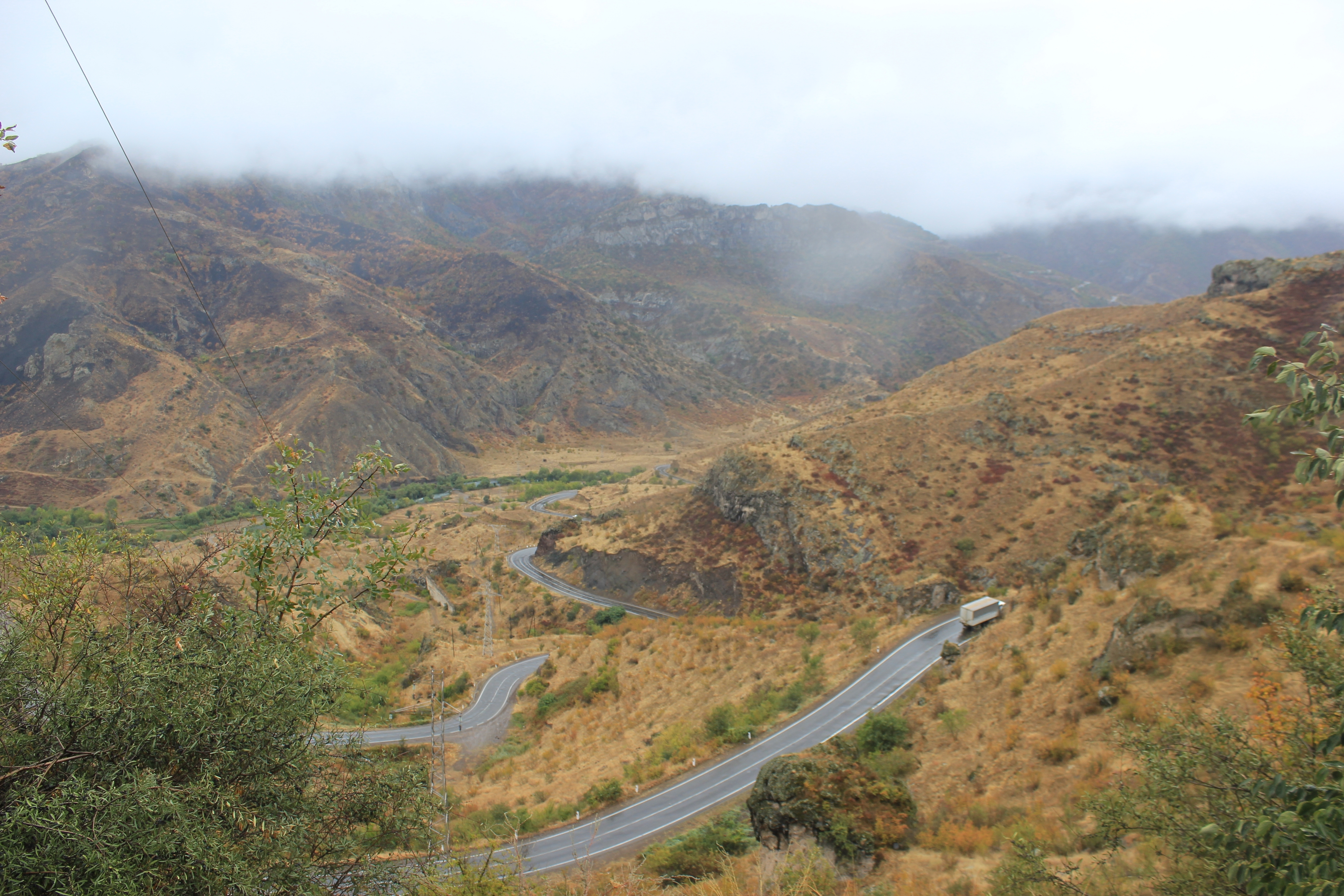
Die armenische Fernstraße M2 (E117) in dem nun wieder an Aserbaidschan zurückgegebenen Abschnitt bei dem Dorf Eyvazli, die hier und in einem südlicheren Abschnitt kurzzeitig von Aserbaidschan unterbrochen wurde.

Für den 22., 24. und 27. August warf Aserbaidschan Armenien erneut vor, seine Stellungen in Tovuz, Kəlbəcər, Xocalı, Xocavənd und Ağdam beschossen und einen Grenzschützer bei Qubadli angegriffen zu haben. Am 25. August kam es zu einem Übergriff eines aserbaidschanischen Soldaten, der in Martakert in Arzach in ein Haus eindrang, dessen Bewohner bedrohte und dann festgenommen wurde. Die aserbaidschanische Regierung gab an, der Soldat sei aus psychiatrischer Behandlung entlaufen. Am gleichen Tag blockierten aserbaidschanische Einheiten die Fernstraße M2 (E117) von Jerewan in den Iran zwischen Goris und Kapan, die abschnittsweise (bei dem an Aserbaidschan zurückgegebenen Dorf Eyvazli, nordöstlich des armenischen Dorfes Worotan und auch südlich des südlicheren Nachbardorfes Schurnuch an der Grenze) über nun von Aserbaidschan kontrolliertes Gebiet verläuft und an der mehrere umstrittene Orte liegen. Nachdem der Verkehr zunächst vollständig blockiert und die drei armenischen Dörfer Worotan, Schurnuch und das nur durch einen Straßenabzweig zwischen beiden Dörfern erreichbare armenische Dorf Bartsrawan von Verbindungen ins übrige Armenien bzw. von der Außenwelt zeitweilig abgeschnitten waren, traten russische Friedenstruppen in Verhandlung mit den aserbaidschanischen Einheiten. Am 27. August wurde die Straße wieder geöffnet, jedoch mit Betonblöcken versehen zur leichteren Kontrolle des Verkehrs. Diese wurde durch einen am 9. und 11. September eingerichteten aserbaidschanischen Polizeiposten und eine Videoüberwachung verstärkt. Als Ende August in Gegharkunik bei Sotk und Kut an der Grenze Brände auf Feldern ausbrachen und über Tage brannten, warfen die Anwohner aserbaidschanischen Soldaten vor, die Feuer gelegt zu haben, was von aserbaidschanischer Seite zurückgewiesen wurde.

### September 2021
Auch im September kam es wieder zu Gefechten. So am 1. September mit Beschuss auf Jerasch, wo ein armenischer Soldat ums Leben kam. Am 3. September zu Beschuss der aserbaidschanischen Stellungen bei Şuşa, für die die Republik Arzach jedoch die Verantwortung von sich wies. Am 7. September wiederum warf Arzach Aserbaidschan vor, ein Haus in Taghaward beschossen zu haben, am 1. September sollen aserbaidschanische Soldaten ein Auto aus dem armenischen Dorf Tech gestohlen und später Bauern des Ortes beschossen haben und am 17. September wurden zwei Soldaten im Westen von Arzach nahe Şuşa durch aserbaidschanischen Beschuss verwundet. Für den 28. September berichtete Armenien von aserbaidschanischem Beschuss von Stellungen bei Kut in Gegharkunik, bei dem ein Soldat verwundet wurde. Am 6. bis 11. September fanden außerdem gemeinsame Militärübungen der Türkei und Aserbaidschan im Bezirk Laçın statt, welches Armenien als Bedrohung und der Deeskalation schadend kritisierte. Es folgten vom 12. September Übungen der beiden Staaten gemeinsam mit Pakistan in Baku. Übungen der russischen Friedenstruppe fanden am 29. September statt. Die aserbaidschanischen Kontrollen auf der Straße von Goris nach Kapan riefen Proteste in Armenien, insbesondere der Opposition hervor. Sie verstießen gegen internationales Recht, da die Grenze noch nicht festgelegt sei. Armenische Fahrzeuge würden jedoch in der Regel nicht kontrolliert, deren Fahrer fühlen sich jedoch durch die aserbaidschanischen Soldaten bedroht und der Verkehr hat deutlich nachgelassen.

### Diplomatische Krise zwischen Aserbaidschan und Iran
Am 15. September wurden auf der Straße von Goris nach Kapan zwei iranische Fahrer festgenommen, die Zement transportierten und illegal eingereist seien. Iran forderte deren sofortige Freilassung, protestierte aber nicht formell und eine Verschlechterung der Beziehungen wurde zunächst nicht befürchtet, während der aserbaidschanische Präsident Əliyev neue wirtschaftliche Möglichkeiten auch für den Iran bei einer Integration Arzachs in Aserbaidschan und einer Öffnung eines „Sangesur-Korridors“ durch Armenien versprach. Die armenische Regierung jedoch befürchtet durch die Kontrollen Einschränkungen für den Handel mit dem Iran und fordert zu gemeinsamen Verhandlungen mit Aserbaidschan und Russland auf, um den Handel über die Straße zu gewährleisten.
Anfang Oktober verschlechterten sich die iranisch-aserbaidschanischen Beziehungen weiter: Zunächst führte der Iran eine Militärübung an der Grenze zu Aserbaidschan durch und führte eine mögliche Bedrohung durch die militärische Zusammenarbeit zwischen Israel und Aserbaidschan an. Aserbaidschan wies dies zurück und führte gemeinsam mit der Türkei vom 5. bis 8. Oktober eine Militärübung nahe der iranischen Grenze durch, was wiederum zu erneuten Vorwürfen aus Teheran führte und zu einem Tiefpunkt in der Beziehung beider Länder führt, bis hin zur Schließung kleinerer Verbindungsbüros. Währenddessen betonten Armenien und der Iran ihre gegenseitig guten Beziehungen. Am 8. Oktober schloss der Iran seinen Luftraum für aserbaidschanische Militärtransporte, während auch der israelische Botschafter in Russland die iranischen Vorwürfe, Israel würde Soldaten in Karabach haben, zurückwies. Nachdem dann der iranische Grenzschutz von Grenzübertritten staatlicher Kräfte Dritter aus Aserbaidschan berichtete, wurde dies von den aserbaidschanischen Grenztruppen und dem Außenministerium scharf zurückgewiesen, die dem Iran eine anti-aserbaidschanische Kampagne vorwarfen. Über Medien und über Sprecher wurde darüber hinaus erneut Aserbaidschan vorgeworfen, Israel bei Angriffen auf den Iran zu unterstützen beziehungsweise Landeplätze zur Verfügung zu stellen, während dem Iran das Eindringen in aserbaidschanisches Gebiet während des Krieges 2020, der Aufbau eines Agentennetzes in Aserbaidschan sowie Drogenhandel über Armenien vorgeworfen wurde. Am 21. Oktober wurden die beiden festgenommenen iranischen Fahrer von Aserbaidschan an den Iran übergeben. Sie waren zuvor in Baku wegen illegalen Grenzübertritts mit gefälschten Dokumenten verurteilt worden. Danach erließ die iranische Regierung ein Verbot von Ausfuhren nach Arzach und die Beziehungen der beiden Länder entspannten sich wieder. Im Dezember 2021 trafen die beiden Regierungen Vereinbarungen über eine weitere Öffnung des Grenzverkehrs, wirtschaftliche Zusammenarbeit und die Errichtung einer Brücke über den Grenzfluss bei Astara, sodass die Beziehungen wieder als vollständig normalisiert galten. Doch auch Armenien trat in weitere Verhandlungen mit dem Iran, um die gegenseitigen wirtschaftlichen Beziehungen zu vertiefen.

### Oktober 2021
Noch während der diplomatischen Krise kam es nach mehreren Wochen ohne Zusammenstößen wieder zu Vorfällen in Bergkarabach und an der gemeinsamen Grenze Am 9. Oktober starb ein Zivilist in Martakert nach einem Schuss eines aserbaidschanischen Scharfschützen. Aserbaidschan meldete am 13. Oktober, dass ein Militärkonvoi bei Sugovushan aus Arzach heraus beschossen wurde. Arzach wies die Verantwortung dafür zurück. Am 14. Oktober wurde ein aserbaidschanischer Soldat von einem Scharfschützen aus Arzach getötet. Am Tag darauf griffen aserbaidschanische Soldaten eine Stellung bei Nor Schen an und verwundeten fünf Soldaten aus Arzach. Nach aserbaidschanischen Angaben hätten armenische Soldaten sich gegenseitig beschossen. Am gleichen Tag wurde ein Militärkrankenwagen nahe Martakert beschossen, der laut Aserbaidschan zur Provokation eingesetzt worden war, Für den armenischen Ort Jerasch wurde am 15., 16. und 18. Oktober von Beschuss durch Aserbaidschan berichtet. Ende Oktober wurde sowohl von armenischer als auch aserbaidschanischer Seite erneut eine diplomatische Lösung der Öffnung von Transportwegen diskutiert. Dies werde von einer trilateralen Arbeitsgruppe unter Einbeziehung Russlands erarbeitet, so Paschinjan. Alijew wiederum drängte weiterhin auf einen Korridor durch Armenien. Verhandlungen über einen Tausch von in Aserbaidschan weiterhin verbliebenen armenischen Gefangenen gegen Karten von Landminen in Bergkarabach wurden weitergeführt.

### November 2021
Laut Arzach wurden am 8. November Arbeiter durch aserbaidschanische Soldaten beschossen, die die Wasserversorgung zwischen Stepanakert und Şuşa reparierten. Von vier Verwundeten starb einer im Krankenhaus. Aserbaidschan sah die Schuld auf der armenischen Seite, da die Arbeiten nahe der Waffenstillstandslinie nicht von Friedenstruppen begleitet wurden. Am folgenden Tag wurde von aserbaidschanischem Beschuss von Arbeitern im armenischen Dorf Chatschik in der Gemeinde Areni berichtet. Am 13. November wurden drei aserbaidschanische Soldaten verwundet, als ein armenischer Anwohner eine Granate auf sie warf. Sie eröffneten das Feuer auf ihn, der Angreifer wurde von Friedenstruppen festgenommen.
Ab dem 11. November 2021 kam es zu einer erneuten Eskalation des Konflikts an der Staatsgrenze. Nachdem zunächst Aserbaidschan Armenien vorwarf, die Verbindung zwischen den Grenzstellungen beim See Sew/Qaragöl zu stören und zu provozieren, kam es in den folgenden Tagen zu Kämpfen in der Region, insbesondere am 15. und 16. November bei den Orten Ischchanassar und Sissian. Aserbaidschan meldete, armenische Einheiten hätten versucht, Anhöhen in den Bezirken Kəlbəcər und Laçın einzunehmen, während Armenien wiederum das Vordringen aserbaidschanischer Soldaten auf sein Territorium meldete. Ebenso meldeten beide Seiten Beschuss durch den Gegner. Am 17. November wurde eine unter russischer Vermittlung zustande gekommene Waffenruhe verkündet. Am gleichen Tag rief Armenien Russland zu militärischer Unterstützung zur Verteidigung seines Territoriums an, da beide Staaten mit einem Verteidigungsbündnis verbunden sind, und es kam zu Schusswechseln weit nördlich von Bergkarabach zwischen Tawusch und Tovuz. Die UN und die USA riefen beide Parteien auf, konstruktiv an einer Lösung der Streitigkeiten zu arbeiten. Beobachter sprachen von den schwersten Kämpfen seit Ende des Krieges ein Jahr zuvor. Das aserbaidschanische Verteidigungsministerium meldete sieben Tote in Folge der Kämpfe, Armenien meldete sechs Tote und den Verlust zweier Stellungen. Die errungenen Anhöhen gäben aserbaidschanischen Einheiten den Blick frei über weite Teile armenischen Gebiets, seien aber mit hohen Verlusten erkauft, so ein Analyst in Aserbaidschan. Während es am 18. November erneut Schusswechsel an der Grenze gab, bot der armenische Premier Paschinjan erneut Verhandlungen über eine endgültige Grenzziehung und einen Friedensvertrag an. In den Tagen danach kam es in Jerewan wiederholt zu Protesten gegen derartige Verhandlungen mit Aserbaidschan sowie für einen Rücktritt Paschinjans. Ein erneuter aserbaidschanischer Beschuss einer armenischen Stellung und der Tod eines armenischen Soldaten in Gegharkunik wurde am 23. November gemeldet. Am 26. November wurden Armenien von Aserbaidschan zwei Gefangene übergeben, ein Zivilist aus Arzach und ein Soldat, der in den Kämpfen im November gefangen genommen wurde. Bei einem Treffen der Präsidenten Russlands, Armeniens und Aserbaidschans in Sotschi am 28. November betonten alle Teilnehmer, dass die Konflikte friedlich beigelegt werden müssen, die Grenzziehung verhandelt und die Transportwege geöffnet werden sollen, ohne konkrete weitere Schritte zu nennen.

### Dezember 2021
Im Dezember kam es zunächst erneut zu mehreren Zusammenstößen, so am 2. Dezember Beschuss durch Aserbaidschan auf Karmir Schuka in Bergkarabach und am Folgetag ein Angriff auf aserbaidschanische Soldaten in der Nähe. Am 4. Dezember sollen aserbaidschanische Soldaten einen armenischen Hirten aus Tschartar getötet haben. Am 8. Dezember folgte ein Angriff auf einen armenischen Wassertransport an der Grenze von Sjunik, nachdem aserbaidschanische Positionen im Bezirk Kəlbəcər beschossen worden waren. Dabei kam ein aserbaidschanischer Soldat ums Leben. Es folgten weitere Schusswechsel an der Grenze zwischen Kəlbəcər und Gegharkunik bis zum 10. Dezember, bei denen ein armenischer Soldat getötet und mehrere weitere verwundet wurden. Danach kam es zu keinen weiteren Zusammenstößen. Erst am 10. Januar 2022 soll es wieder zu Beschuss gekommen sein, erneut durch aserbaidschanische Einheiten auf Karmir Schuka.
Ab dem 5. Dezember wurden mehrfach Gefangene zwischen beiden Seiten ausgetauscht, zunächst 10 armenische Soldaten gegen Karten von Minen in Bergkarabach. Es kam zu Verhandlungen zwischen den Konfliktbeteiligten. Zunächst am 9. Dezember zwischen Aserbaidschan und Iran über die Normalisierung ihrer Beziehungen. Danach wurde zwischen Armenien und der Türkei am 15. Dezember die Entsendung von Sonderbeauftragten für die Normalisierung der Beziehungen vereinbart, die in Abstimmung mit Aserbaidschan stattfinden sollen. Als erste Folge wurde im Januar 2022 ein armenisches Embargo auf türkische Importe aufgehoben. Ebenfalls am 15. Dezember verhandelten die Präsidenten Armeniens und Aserbaidschans in Brüssel unter Vermittlung des Europäischen Rates, der technische Unterstützung bei Grenzfestlegungen anbot sowie den Aufbau gemeinsamer Foren für die Kommunikation zwischen Verteidigungsbehörden und den Aufbau wirtschaftlicher Zusammenarbeit vorschlug. Während die Frage der Verkehrsverbindung von Aserbaidschan nach Nachitschewan (Sangesur-Korridor) strittig blieb, kam es zur Einigung über das weitere Vorgehen bei Grenzfestlegungen und die Öffnung von Eisenbahnverbindungen. Nach den Verhandlungen wurden weitere Gefangene zwischen Armenien und Aserbaidschan ausgetauscht, am 20., 21. und 30. Dezember durch russische und ungarische Vermittlung.